# Aandelenlease-affaire
De aandelenlease-affaire is een beleggingsaffaire in Nederland en België die ontstond rond 2001 toen aandelenleasecontracten na een daling van de effectenbeurzen voor veel deelnemers in plaats van winst een enorme restschuld opleverden. De beleggingsinstituten hadden de deelnemers vooraf niet goed voorgelicht over de mogelijke risico's van het financiële product.

## Aandelenleaseconstructie
Aandelenlease is een beleggingsconstructie waarmee beleggers gedurende een vooraf vastgestelde periode een geld leent, waarmee voor hem effecten worden aangekocht. Op de einddatum werden de aandelen verkocht en de winst uitgekeerd of er was nog een restschuld.
In Nederland zijn tussen 1991 en 2003 bijna 1 miljoen van deze contracten verkocht, in België aanzienlijk minder. Op het hoogtepunt van de markt stonden ongeveer 700.000 aandelenleasecontracten uit met een totale waarde van circa 6,5 miljard euro. In Nederland werden de meeste contracten verkocht door Legio Lease, een dochterbedrijf van Bank Labouchere. Bank Labouchere werd in augustus 2000 door Aegon verkocht aan Dexia. Verder verkochten ook DSB Groep, Fortis, ABN AMRO en Nationale-Nederlanden aandelenleasecontracten.
Ten tijde van de beurshausse werden er honderden aandelenleaseconstructies aangeboden onder wervende namen als vermogensversneller, korting kado, winstverdriedubbelaar en sprintplan. Deze constructies werden via telefonische verkoop verkocht, vaak zonder duidelijk te vermelden dat aandelen werden geleased. Toen een jaar later de aandelenkoersen inzakten kwamen veel leasebeleggers daardoor met een restschuld te zitten.

## Geconstateerde tekortkomingen
In 1999, 2000 en 2001 constateerde de Autoriteit Financiële Markten (AFM) dat de reclame-uitingen van diverse aanbieders niet voldeden aan de regels. Ze waren onvoldoende transparant of zelfs misleidend. Er werd onvoldoende zorg besteed of producten wel aansloten bij de wensen, verwachtingen en financiële mogelijkheden van de klanten. Zo werd onvoldoende duidelijk gemaakt dat met geleend geld belegd werd en werden wijzigingen in de belastingwetgeving verzwegen.
In 2003 stelde de AFM bij meerdere aanbieders overtredingen van wettelijke bepalingen vast, onder meer bij informatieverstrekking en reclame-uitingen aan de belegger, cold calling (zonder aanleiding ongevraagde telefonische verkoop) en inwinning van cliëntinformatie. Ook rekende men volgens het rapport met te hoge rendementen. Met betrekking tot naleving van de zorgplicht stelde de AFM als algemene conclusie dat "in het merendeel van de onderzochte gevallen aanbieders van aandelenleaseproducten één of meerdere aspecten van de zorgplicht niet, of onvoldoende hebben nageleefd”. De AFM legde Dexia Nederland bestuurlijke boetes op voor misleidende reclame-uitingen, hanteren van onjuiste aan- en verkoopkoersen van aandelen, 'cold calling' en het ernstig tekortschieten bij zorgplicht.
Door de hefboom in de contracten en het ontbreken van een beschermingsconstructie leverden een paar honderdduizend contracten na daling van de beurskoersen na afloop geen geld maar een aanzienlijke schuld op. Velen voelden zich opgelicht en misleid, door in bedekte termen over inleg in plaats van rente te spreken hadden veel mensen niet door dat ze in feite een enorme lening afsloten.

## Restschuld
Een groot aantal voornamelijk Nederlandse beleggers zagen zich met een restschuld geconfronteerd. Dit leidde tot grote aantallen schadeclaims, klachten bij klachteninstellingen (onder andere van het Dutch Securities Institute) en vele duizenden civiele rechtszaken.
In deze procedures werd onder meer aangevoerd dat de desbetreffende financiële instelling zich onvoldoende had verdiept in de beleggingsdoelstellingen en -ervaring van de (potentiële) klant. Tevens werd aangevoerd dat de voorlichting over de merites en het risico van de producten onevenwichtig was: er werd te weinig aandacht besteed aan de risico's, met name die van de restschuld. Ook werd aangevoerd dat de rentebetaling (een kostencomponent bij de geldlening) soms verhullend "inleg" werd genoemd.
Verder is aangevoerd dat sommige aanbieders niet over de vereiste vergunning beschikten om krediet te verlenen voor aandelenlease, waardoor veel contracten als nietig zijn te beschouwen. In latere rechtszaken is aangevoerd dat een deel van de betrokken aanbieders de beloofde aandelenaankopen hebben vervangen door goedkopere derivatenconstructies. Ook een door de bank beweerde restschuld aan het eind van het contract werd daarmee betwist. Slechts in een beperkt aantal gevallen werden dergelijke stellingen gehonoreerd.

## Bemiddeling en rechtsgang
Om een massale gang naar de rechter te voorkomen werd een bemiddelingspoging gedaan door de commissie Oosting. De bemiddeling faalde, Oosting stelde dat Dexia de boel traineerde.
In 2005 heeft Wim Duisenberg een regeling gemaakt om aan deze mensen én aan de grootste verstrekker van deze constructies, Dexia, tegemoet te komen. De partijen die betrokken zijn bij de Duisenberg-regeling hebben op 18 november 2005 bij het Gerechtshof te Amsterdam een verzoek ingediend om deze regeling algemeen verbindend te verklaren op grond van de Wet collectieve afwikkeling massaschade. Op 25 januari 2007 deed het gerechtshof uitspraak en verklaarde de schikking algemeen verbindend, beleggers die niet akkoord gaan met de Duisenberg-regeling moesten dat uiterlijk 31 juli 2007 met een zogenaamde opt-out verklaring kenbaar maken.
Ongeveer 200.000 beleggers komen voor de regeling in aanmerking, als ze akkoord gaan wordt twee derde van de restschuld, en 100% als de partner niet heeft meegetekend, kwijtgescholden. De inleg is men echter kwijt. Op 2 augustus 2007 maakte Dexia bekend dat de Duisenberg-regeling door 165.300 van zijn cliënten is geaccepteerd. Voor de opt-out hebben 24.700 cliënten gekozen en zij zijn voornemens om Dexia te dagvaarden voor de rechtbank Amsterdam. Hiermee lijkt de aandelenlease-affaire voorlopig nog niet ten einde. Dexia nam een voorziening van bijna 0,7 miljard euro voor deze affaire, inclusief een bijdrage van 218 miljoen euro die Aegon als vorige aandeelhouder van Labouchère aan Dexia heeft uitbetaald.
De Hoge Raad heeft in 2009 uitspraak gedaan in drie aandelenleasezaken, waarbij respectievelijk Levob, Dexia en Aegon partij zijn. De kern hiervan was dat in elk geval op Dexia een bijzondere zorgplicht rust om bij het aangaan van de overeenkomst indringend te waarschuwen voor de financiële risico’s, vooral het restschuldrisico. Dexia was in deze zaak tekortgeschoten in deze bijzondere zorgplicht. Dit bracht met zich mee dat Dexia de schade moest vergoeden. Om de hoogte van de schadevergoeding te bepalen, heeft het gerechtshof Amsterdam in 2009 het Hofmodel ontwikkeld. Op 2 september 2016 heeft de Hoge Raad de schadevergoedingsplicht van de aanbieders / banken op 100% gesteld, voor die gevallen waarbij de consument is geadviseerd door aanbieder of tussenpersoon die daarvoor geen vergunning had.